# Train navette rapide
Le Train Navette Rapide, (plus connu sous le nom de TNR ou encore Aouita) est un service ferroviaire de l'ONCF et reliant initialement les villes de Casablanca à Kénitra avec une cadence d'un train toutes les demi-heures dans chaque sens de 6h00 à 21h30. Le principe s'est développé par la suite à d'autres liaisons marocaines.

## TNR Casablanca - Kénitra

### Histoire
Le 21 mai 1984, à la suite de l'achèvement du doublement de la voie entre Casablanca et Rabat, le TNR faisait ses premiers tours de roue sur la ligne Casa Port – Rabat-Ville. Surnommé « Aouita », il reliait les deux métropoles par 14 trains dans chaque sens en moins d’une heure. Les TNR étaient assurés par 8 rames automotrices, offrant 271 places assises et sous régime de ventilation.
Fort du succès rencontré, l’ONCF injecta sur la ligne, 32 voitures coach neuves à couloir central en 1992 puis commanda en 1995 une 2e série de 6 nouvelles rames automotrices climatisées.
Pour améliorer l’offre sur cette ligne, plusieurs projets d’infrastructure ont été réalisés et ont permis au TNR de prolonger son parcours jusqu’à Salé puis Kénitra, rendu possible grâce à la continuation du doublement de la voie entre Salé et Kénitra (en 1992) et la construction du tunnel Rabat Agdal (en 1996).
En 2002, l'offre des trains a été améliorée passant à une cadence de 60 trains par jour (soit l'équivalent de 30 000 places/jour) et un départ toutes les demi-heures dans chaque sens, voire toutes les 15 minutes en heures de pointe.
En 2010, le TNR assure le transport plus de 15 millions de voyageurs par an, la moitié du trafic global, dont 3 millions d’abonnés.

### Gares desservies
|  |   |  | Gare                   | Correspondances                                          |
|  | - |  | ---------------------- | -------------------------------------------------------- |
|  | o |  | Gare Casa-Port         |                                                          |
|  | o |  | Gare d'Aïn Sebaâ       |                                                          |
|  | o |  | Mohammédia             | Al Atlas                                                 |
|  | o |  | Bouznika               |                                                          |
|  | o |  | Skhirat                |                                                          |
|  | o |  | Témara                 |                                                          |
|  | o |  | Gare Rabat-Agdal       | Al Boraq, Al Atlas Service partielle du TNR à cette gare |
|  | o |  | Gare Rabat-Ville       | Al Atlas, L 1                                            |
|  | o |  | Gare de Salé-Ville     | Al Atlas, L 1                                            |
|  | o |  | Gare de Salé-Tabriquet | Al Atlas                                                 |
|  | o |  | Gare de Kénitra        | Al Boraq, Al Atlas                                       |

Certains services desservent uniquement la gare de Mohammédia et de Aïn Sebaâ.
Avant l'ouverture de la nouvelle gare de Kénitra en 2018 construite inscrit dans le cadre du projet de la LGV Tanger-Kénitra, le service était assuré jusqu'à la gare de Kénitra Medina qui fut fermé cette même année.
Des services partiels sont aussi proposés d'abord entre la gare de Salé-Tabriquet et de la gare de Casa Port avant d'être réduits en 2018 entre la gare de Rabat Agdal et la gare de Casa Port à la suite de l'ouverture de la nouvelle gare de Rabat Agdal.

### Projets

#### Améliorations de l'offre
- Une augmentation des fréquences à un train toutes les 15 minutes a été envisagée, voire à un train toutes les 5 minutes en heures de pointe. Cette augmentation serait possible avec la mise en place d'un système de signalisation de type ETCS.

- La construction de la LGV Tanger-Casablanca et le triplement des voies entre Rabat et Casablanca a permis de désengorger les voies actuelles.

#### Distinction prévue entre TNR (Train Navette Régional) et TR (Train Régional) et nouveaux services prévus
- Avec le projet de LGV entre Kénitra et Marrakech et son impact sur la ligne classique, l'ONCF prévoirait de réformer son réseau classique. Cela concernera le TNR reliant Kénitra à Casablanca qui sera distinct d'un nouveau service appelé TR pour Train Régional. Ce nouveau service disposera du même matériel roulant type automotrice que celui du TNR ainsi que d'une fréquence similaire. En revanche, ce nouveau service ne signifie pas leur prise en charge par les conseils régionaux. Le TR concernera d'abord les lignes actuelles exploités comme TNR ou par Al Atlas : Casablanca - Settat ; Casablanca - El Jadida ; Casablanca - Khouribga (ce service est exploité actuellement par la marque Al Atlas mais l'ONCF prévoit de l'exploiter en TR) ; Et de nouveaux services s'ajouteraient aux services existants et circuleront sur le réseau existant : Kénitra - Sidi Kacem (ce service entraînera la réouverture la gare de Kénitra Médina ainsi que la création d'une nouvelle gare au niveau de l'Atlantic Free Zone) ; Marrakech-Benguerir (ce service permettra la construction d'une nouvelle gare au niveau de la Ville Verte Mohammed VI et l'ouverture de la gare de Sidi Bou Othmane).

## L'élargissement du principe

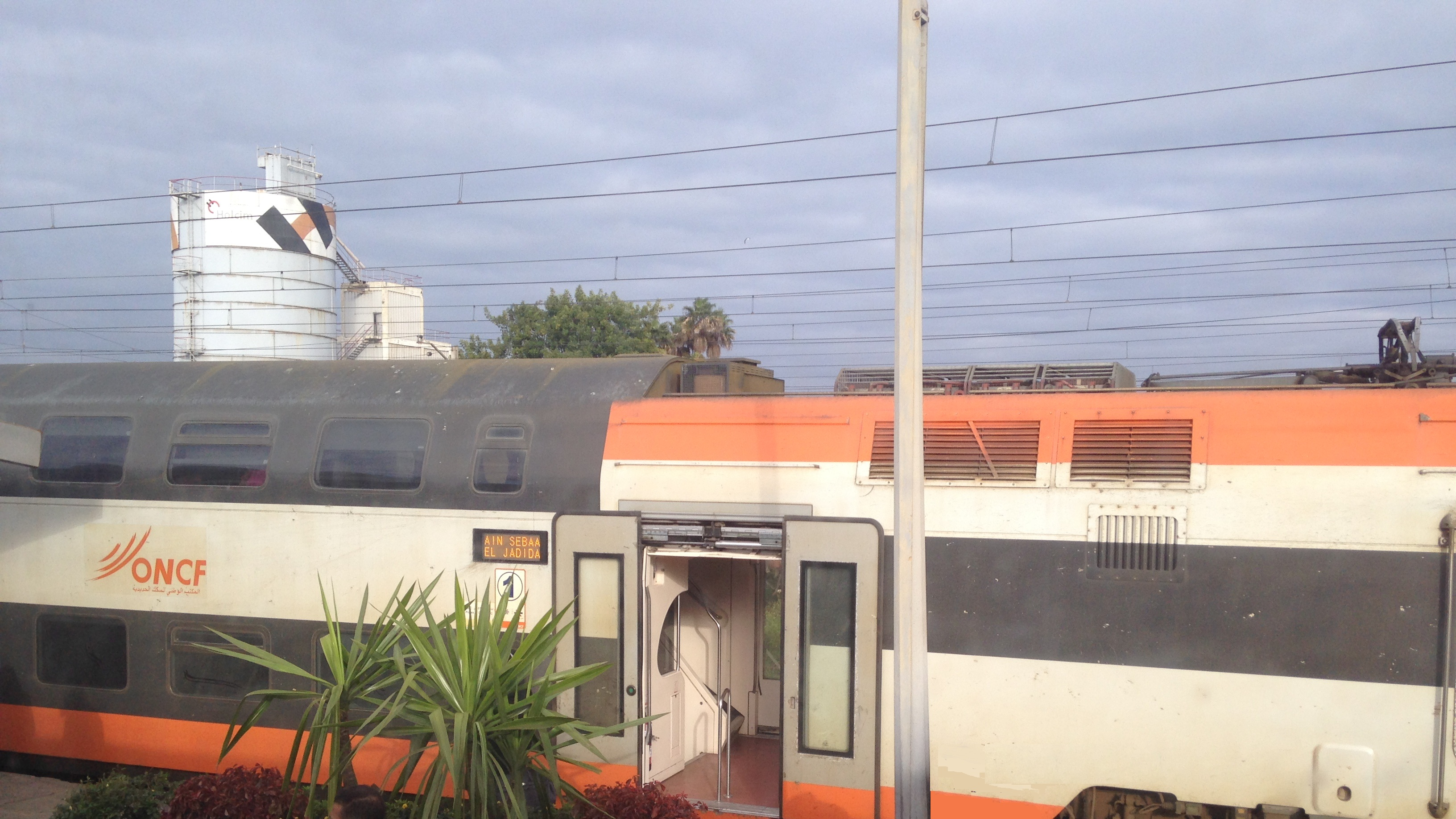
Le TNR Casablanca-El Jadida au Terminus de Aîn Sbaa

Le principe du TNR s’est alors exporté vers de nouvelles lignes :
- Juin 1993 : Casablanca – Aéroport Mohammed V ; Ce train a été rebaptisé Al Bidaoui en 2002 avec une amélioration de son service.
- Juin 2002 : Casablanca – El Jadida ; Dont l'offre a été renforcé en juin 2007 avec un départ toutes les 2 heures dans chaque sens.
- Juin 2008 : Casablanca - Settat ; Avec une cadence de 34 trains par jour à raison d'un départ chaque heure de 5h00 à 21h00[2].

En augmentant progressivement le nombre de trains et en les cadençant, le TNR est devenu une tranche de vie quotidienne pour une nouvelle génération de voyageurs ; les navetteurs.

### Schéma des lignes TNR

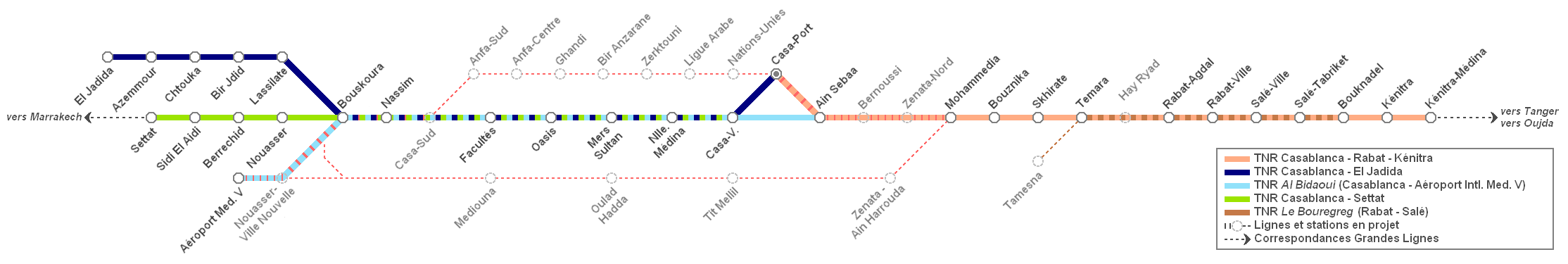

## TNR Casablanca - El Jadida
En 2016, l'ONCF a transféré le terminus des TNR vers El Jadida à la gare de Casa-Port au lieu de celle d'Ain Sebaâ.
À la suite de l'ouverture de la LGV Kénitra-Marrakech, le TNR reliant Casablanca à El Jadida sera dissocié de ce service et fera partie du nouveau service TR (Train Régional). Son terminus à Casablanca sera transféré à la nouvelle gare de Casa-Sud en s'arrêtant à Bouskoura, Azemmour et El Jadida. La fréquence entre chaque train passera d'une heure à 30 minutes.

### Gares desservies
|  |   |  | Gare                   | Correspondances     |
|  | - |  | ---------------------- | ------------------- |
|  | o |  | Gare Casa-Port         |                     |
|  | o |  | Gare de Casa-Voyageurs | Al Boraq, Al Atlas, |
|  | o |  | L'Oasis                | Al Atlas,           |
|  | o |  | Facultés               | Al Atlas,           |
|  | o |  | Ennassim               | Al Atlas            |
|  | o |  | Bouskoura              | Al Atlas            |
|  | o |  | Azemmour               |                     |
|  | o |  | El Jadida              |                     |

Depuis 2024, un service est proposé entre Kénitra et El Jadida avec un départ chaque journée. Il est assuré par des voitures Corail tracté par une E1400 ou E1450

## TNR Casablanca - Settat
En 2016, l'ONCF a transféré le terminus des TNR vers Settat à la gare de Casa-Port au lieu de celle de Casa-Voyageurs.
À la suite de l'ouverture de la LGV Kénitra-Marrakech, le TNR reliant Casablanca à Settat sera dissocié de ce service et fera partie du nouveau service TR (Train Régional). Son terminus à Casablanca sera transféré à la nouvelle gare de Casa-Sud en s'arrêtant à Berrechid et Bouskoura. La fréquence entre chaque train passera d'une heure à 30 minutes.

### Gares desservies
|  |   |  | Gare                   | Correspondances     |
|  | - |  | ---------------------- | ------------------- |
|  | o |  | Gare Casa-Port         |                     |
|  | o |  | Gare de Casa-Voyageurs | Al Boraq, Al Atlas, |
|  | o |  | Mers Sultan            | Al Atlas,           |
|  | o |  | L'Oasis                | Al Atlas,           |
|  | o |  | Facultés               | Al Atlas,           |
|  | o |  | Ennassim               | Al Atlas            |
|  | o |  | Bouskoura              | Al Atlas            |
|  | o |  | Berrechid              | Al Atlas            |
|  | o |  | Settat                 | Al Atlas            |

## Matériel roulant
Le parc actuel dédié au TNR est composé de 38 automotrices, 14 d'entre elles sont les ZMC variante des AM80 de la SNCB et 24 sont les Z2M variante des Treno Alta Frequentazione.
La ZMC est le matériel historique du TNR. Elle a été utilisée pour le premier service reliant Casablanca à Rabat. Mais face à l'augmentation de voyageurs dits "navetteurs", les 14 ZMC qui assurent principalement ce service deviennent peu capacitaires. Alors qu'il était possible d'ajouter un 4ème wagon, l'ONCF décide de commander 24 nouvelles automotrices à double niveaux capables d'accueillir 400 passagers assis et 300 debout. C'est AnsaldoBreda (devenue Hitachi Italy) qui remporte l'appel d'offre. Entre-temps l'ONCF avait complété de voiture
En 2007, l'ONCF mit en service ces nouvelles automotrices à deux niveaux appelés Z2M. Elles sont dérivés des Treno Alta Frequentazione. Depuis leur mise en service, elles assurent le TNR entre Casablanca et Kénitra en unité multiple ou en unité simple selon les horaires.
Elles permettent de pouvoir remplacer progressivement les ZMC du TNR Casablanca-Kénitra. Elles sont relégués à assurer depuis leur retrait les autres lignes du TNR.

### Nouveau matériel roulant à l'horizon 2030
L'ONCF prévoit une commande de 168 trains (36 en tranche optionnel) qui aboutira à la création d'un écosystème industriel ferroviaire marocain, avec un taux d'intégration local élevé. Parmi ces 168 trains, 50 en tranche ferme + 10 en tranche optionnel type automotrice sont destinés au TNR et au TR. Ce qui peut laisser penser à un remplacement intégral de ces nouvelles automotrices des Z2M et ZMC.
Le lot dédié au service du TNR a été remporté par l'entreprise coréenne Hyundai Rotem